# بی‌ای‌ئی سیستمز هاوک
بی‌ای‌ئی سیستمز هاوک (به انگلیسی: BAE Systems Hawk) هواپیمای جت آموزشی/تهاجمی سبکِ تک‌موتورهٔ بریتانیایی است که هم برای آموزش‌های پیشرفته خلبانان جت‌های جنگنده و هم به عنوان یک هواپیمای جنگی ساده و ارزان برای حملات سبک به اهداف سطحی مورد استفاده قرار می‌گیرد. نخستین پیش‌نمونهٔ این هواپیما در سال ۱۹۷۴ با نام «هاوکر سایدلی هاوک» به پرواز درآمد و در سال ۱۹۷۶ به‌طور رسمی فعالیت خود را در نیروی هوایی بریتانیا آغاز کرد.
این جت آموزشی در شرکت بریتانیایی هاوکر سایدلی طراحی شده و تا سال ۱۹۷۷ در این شرکت تولید می‌شد. در این سال در پی ادغام هاوکر سایدلی در کمپانی بریتیش آئرواسپیس این شرکت دولتی تولید آن را ادامه داد. از سال ۱۹۹۹ بریتیش آئرواسپیس با خریداری شرکت سیستم‌های الکترونیکی مارکونی و بخش‌هایی از شرکت جنرال الکتریک به تأسیس شرکت بی‌ای‌ئی سیستمز اقدام کرده و تولید این هواپیما را در این شرکت ادامه داد.
هاوک علاوه بر نیروی هوایی بریتانیا مشتریان خارجی زیادی نیز پیدا کرده و هم‌اکنون تولید آن هم در انگلستان و هم در هوانوردی هندوستان ادامه دارد. تا سال ۲۰۱۳ بیش از یک هزار فروند از این هواپیما تولید شده و به ۱۸ کشور در نقاط مختلف دنیا فروخته شده است. آمریکایی‌ها نیز مدلی از این هواپیما را برای عملیات بر روی ناوهای هواپیمابر بهسازی کرده و با نام مک‌دانل داگلاس تی-۴۵ گوسهاوک طراحی و تولید کرده‌اند. از سال ۱۹۹۱ تاکنون ۲۲۱ فروند تی-۴۵ در آمریکا تولید شده و برای آموزش خلبانان نیروی دریایی و نیروی تفنگداران دریایی ایالات متحده مورد استفاده قرار می‌گیرد.

## طراحی و توسعه

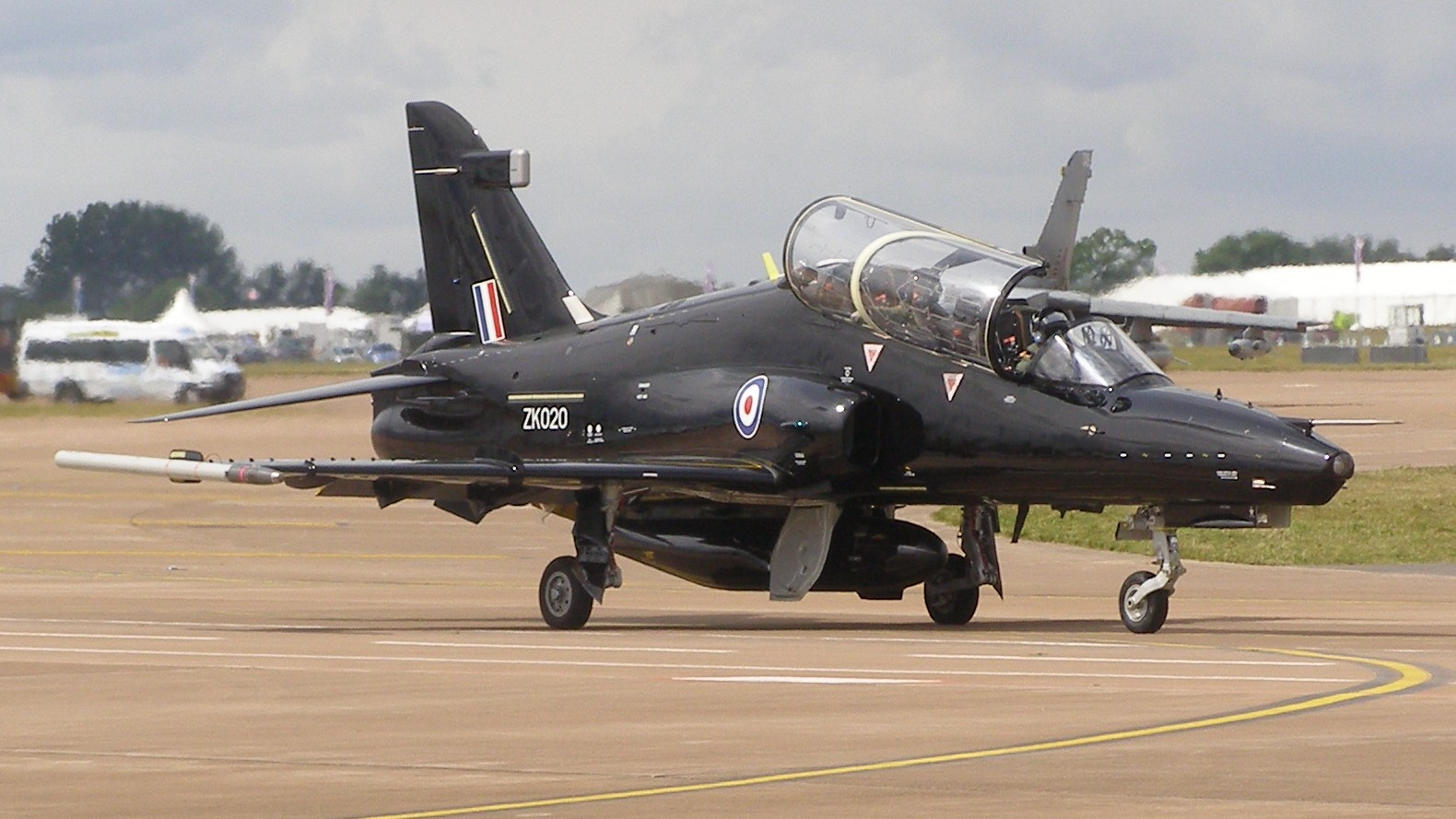
بی‌ای‌ئی سیستمز هاوک

در سال ۱۹۶۴ نیروی هوایی بریتانیا نیاز خود را به یک جت آموزشی سریع اعلام کرد که جایگزین هواپیماهای قدیمی Folland Gnat بشود. با توجه به نیاز مشابه نیروی هوایی فرانسه ابتدا قرار بود هواپیمایی به‌طور مشترک توسط این دو کشور طراحی شود، اما محصول این پروژه مشترک یک جنگنده تمام‌عیار به نام سپکت جگوار شد که پیچیده‌تر از آن به نظر می‌رسید که بتواند نقش یک هواپیمای آموزشی را ایفا کند و در نتیجه فقط تعداد کمی از مدل دوسرنشینهٔ تمرینی آن برای خلبانانی که قرار بود با این جنگنده پرواز کنند، ساخته شد.
از سال ۱۹۶۸ شرکت هاوکر سایدلی پروژه‌ای شخصی را برای تولید یک جت تمرینی آغاز کرد و امیدوار بود که بتواند نظر نیروی هوایی بریتانیا را به آن جلب کند. از ابتدا قرار شد کابین دو خلبان به صورت دوپشته ساخته شده و قابلیت‌های جنگی نیز به کاربرد آموزشی آن اضافه شود تا شانس بیشتری برای جلب نظر مشتریان صادراتی داشته باشد. روند طراحی هواپیما با سرعت پیش رفته و در سال ۱۹۷۴ اولین پیش‌نمونه آن به پرواز درآمده و از سال ۱۹۷۶ به خدمت نیروی هوایی بریتانیا پذیرفته شد. در همین سال مدل صادراتی این هواپیما نیز با نام هاوک ۵۰به پرواز درآمد و موفق شد فقط تا دو سال بعد سه مشتری خارجی پیدا کند. فنلاند ۵۰ فروند، کنیا ۱۲ فروند و اندونزی ۸ فروند هاوک ۵۰ را سفارش دادند که سفارش‌های اندونزی و فنلاند در سال‌های بعد افزایش یافت.
در طول سال‌هایی که از تولید این هواپیما می‌گذرد مدل‌های متعددی از آن با بهبودهای مختلفی در عملکرد هواپیما ساخته شده‌اند. افزایش برد عملیاتی، استفاده از موتورهای نیرومندتر، بازطراحی بال‌ها در کنار افزودن رادار، دوربین‌های گرمانگاری، ناوبری جی‌پی‌اس و دوربین‌های دید در شب از مهم‌ترین پیشرفت‌های مدل‌های بعدی هاوک بوده‌اند. هاوک‌های جدیدتر با سازگاری قابل توجهی با سیستم‌های مختلف اویونیکی و تنوع قابل توجهی از نظر نوع تجهیزات اتوماتیک تولید می‌شوند تا با نیازهای کشور خریدار خود مطابقت داشته باشند و کاربردهای کابین خلبان هم معمولاً به درخواست مشتری تغییر می‌کند تا شباهت هر چه بیشتری به نوع جنگنده‌هایی پیدا کند که در آن کشور در حال فعالیت است و به این ترتیب ارزش آموزشی آن افزایش پیدا کند.
همزمان با آغاز طراحی هاوک در بریتانیا، فرانسوی‌ها و آلمانی‌ها هم برای رفع نیاز مشابه خود به یک جت تمرینی با کاربرد دوگانه حمله سبک پروژه مشترکی را آغاز کردند. آلفا جت محصول نهایی این پروژه در شرکت فرانسوی داسو و آلمانی دورنیه طراحی شده و همزمان با هاوک وارد خط تولید شد. هر دو هواپیما شباهت ظاهری قابل توجه و قابلیت‌های مشابهی داشتند و دهه ۱۹۸۰ شاهد رقابت سنگین این دو هواپیما برای جلب نظر مشتریان خارجی بود. رقابتی که در نهایت با پیروزی هاوک به پایان رسید چرا که تولید آلفا جت از سال ۱۹۹۱ متوقف شد اما جنگنده انگلیسی هنوز در خط تولید باقی‌مانده است.

## کاربران

### کاربران فعلی
استرالیا
 بحرین
 کانادا
 فنلاند
 هند
 اندونزی
 کویت
 مالزی
 عمان
 عربستان سعودی
 آفریقای جنوبی
 بریتانیا

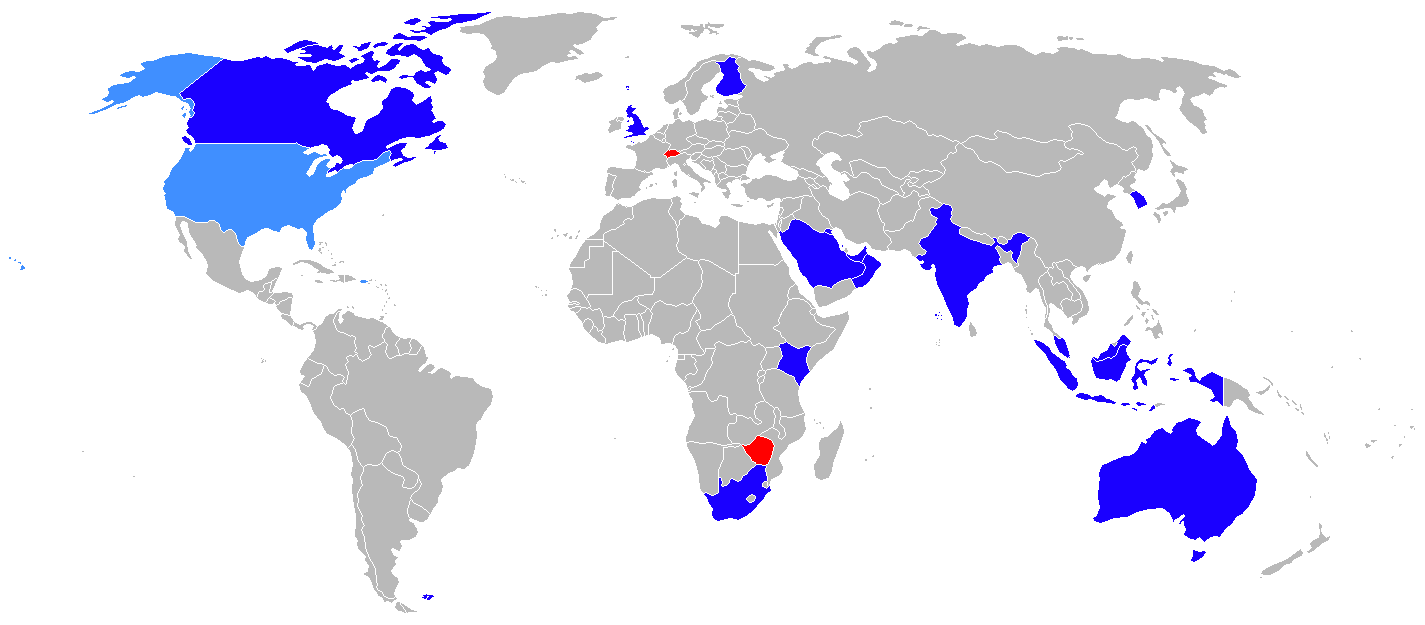
کاربران فعلی به رنگ آبی تیره، کاربران سابق به رنگ قرمز و کاربر تی-۴۵ به رنگ آبی روشن

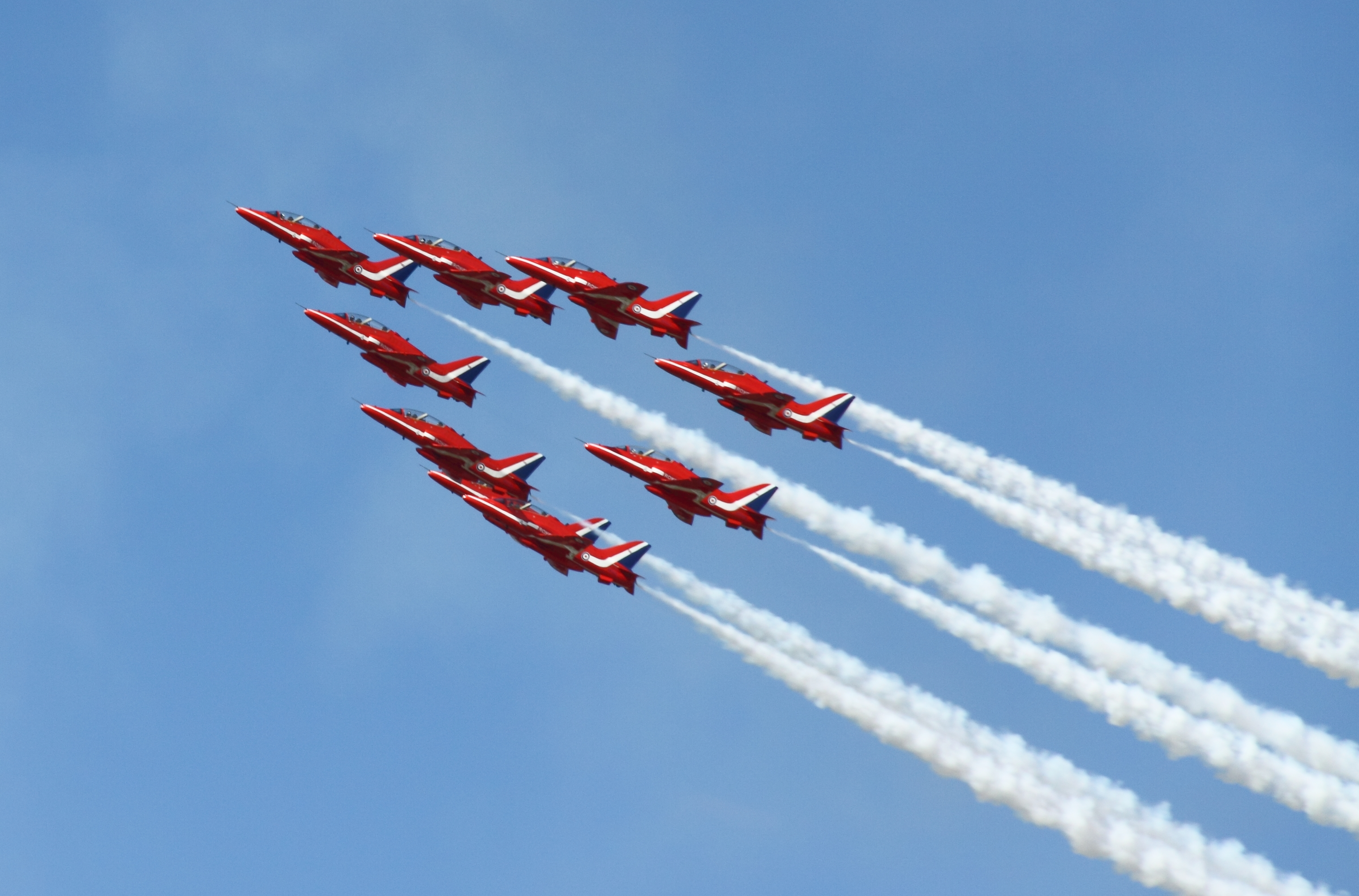
۹ فروند بی‌ای‌ئی هاوک تیم آکروجت پیکان‌های سرخ نیروی هوایی سلطنتی بریتانیا در حال اجرای نمایش هوایی بر فراز فرودگاه نیروی هوایی سلطنتی اسکامپتون.

- نیروی هوایی بریتانیا: ۸۱ هاوک تی۱ در سال ۲۰۰۸ فعال است.
- نیروی دریایی  بریتانیا: ۱۷ هاوک تی۱ در سال ۲۰۰۸ فعال است.

 امارات متحده عربی
- نیروی هوایی امارات متحده عربی: ۳۶ هاوک از مدل‌های ۶۳ و ۱۰۲ در سال ۲۰۰۸ فعال است.

### کاربران سابق
کنیا
 کره جنوبی
- نیروی هوایی کره جنوبی: از سال ۱۹۹۲ تا ۲۰۱۳

 سوئیس
- نیروی هوایی سوئیس: از سال ۱۹۹۲ تا ۲۰۰۲

 زیمبابوه
- نیروی هوایی زیمبابوه: ۱۲ هاوک ۶۰ که در سال ۲۰۱۱ به دلیل نداشتن قطعات یدکی و قطع همکاری بی‌ای‌ئی سیستمز با این کشور کنار گذاشته شدند.